# 光教中央駅
光教中央駅（クァンギョジュンアンえき）は大韓民国京畿道水原市霊通区二儀洞にある、京畿鉄道新盆唐線の駅。駅番号はD18。

## 歴史
- 2015年9月4日 - 開業時期の通知。[1]
- 2016年
  - 1月30日 - 開業。
  - 4月29日 - 光教中央駅乗り換えセンター開業。
- 2023年 - 光教中央駅 - 好梅実駅が開通予定。また、当駅はその分岐駅となる予定。

## 駅構造

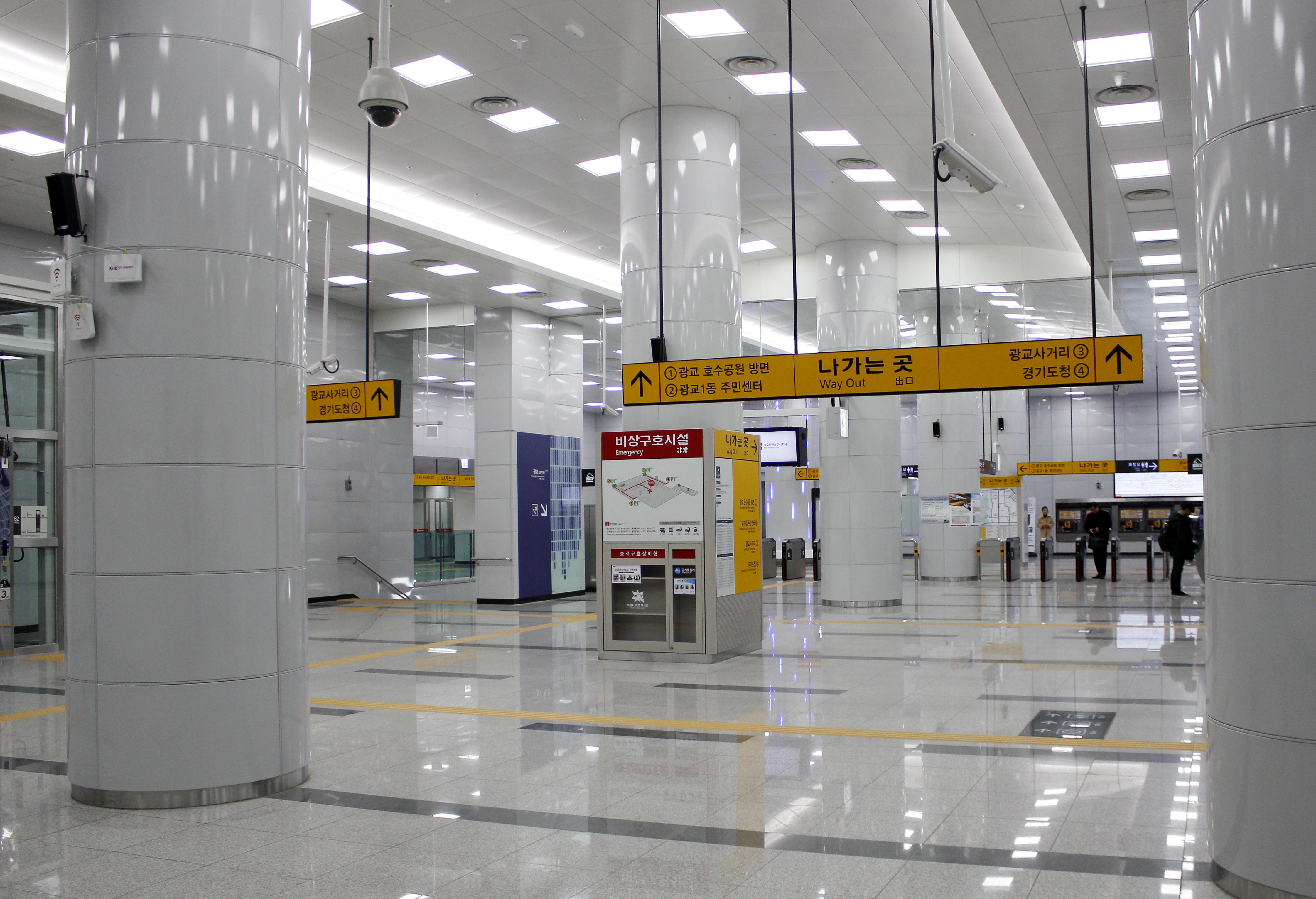
改札階

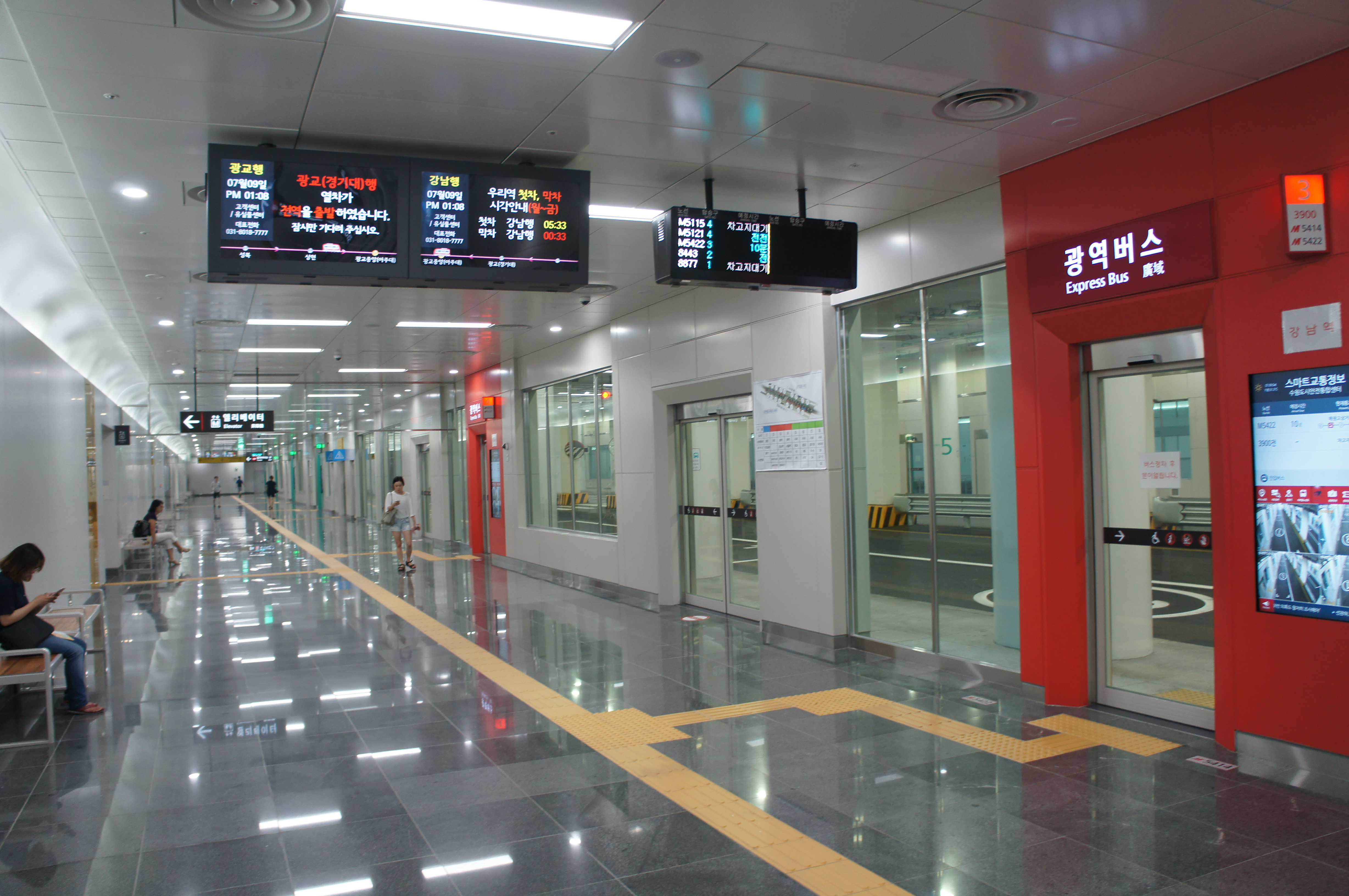
駅構内にあるバス乗り場「光教中央駅乗り換えセンター」

島式ホーム2面4線の地下駅で、ホームドア設置駅。外側2線は将来の延伸に備えたもので、現在使用されているのは内側2線である。

### のりば
※案内上ののりば番号は未設定。
| 上り (外側) | 新盆唐線 | 未使用   |
| 上り (内側) | 新盆唐線 | 新沙方面 |
| 下り (内側) | 新盆唐線 | 光教方面 |
| 下り (外側) | 新盆唐線 | 未使用   |

## 駅周辺
- 光教湖水公園（朝鮮語版）
- 光教1洞住民センター
- 京畿道庁
- 光教中央駅乗り換えセンター
- ギャラリア百貨店光教店
- ロッテアウトレット光教店
  - ロッテシネマ光教アウトレット店
- 亜洲大学校
- 光教テクノバレー（朝鮮語版）
- Eマートエブリデイ光教店
- 水原茶山中学校
- 新豊初等学校
- 新韓銀行光教タウン支店
- 光教高等学校
- ロッテマート光教店
- 水原光教博物館
- コートヤード・スウォン
- 水原ワールドカップ競技場[2]

## 隣の駅
京畿鉄道
新盆唐線
上峴駅 (D17) - 光教中央駅 (D18) - 光教駅 (D19)